# Svitoci, Pervomaisk
Svitoci (în ucraineană Світоч) este un sat în comuna Tarasivka din raionul Pervomaisk, regiunea Mîkolaiiv, Ucraina.

## Demografie
Componența lingvistică a localității Svitoci
     Ucraineană (75%)
     Rusă (16,07%)
     Română (8,93%)
Conform recensământului din 2001, majoritatea populației localității Svitoci era vorbitoare de ucraineană (75%), existând în minoritate și vorbitori de rusă (16,07%) și română (8,93%).